# The European
The European ist ein deutsch- und englischsprachiges Meinungs- und Debattenmagazin, das sowohl online als auch gedruckt erscheint. Gründungsherausgeber und bis 2015 Chefredakteur war Alexander Görlach. 2015 wurde das Medium von der Weimer Media Group übernommen. Zu den Chefredakteuren seitdem zählten Oswald Metzger und Stefan Groß. Von September 2021 bis 2022 war Siegmund Gottlieb Herausgeber von The European. The European erscheint seit 2009 online auf Deutsch, von 2010 bis 2022 online auf Englisch und seit 2012 auch viermal im Jahr gedruckt.

## Selbstverständnis
Der Name „The European“ sollte laut eigener Aussage die Debatte als Eigenart europäischer Geistes- und Kulturgeschichte widerspiegeln. Auch wenn europäische Themen immer wieder den Schwerpunkt des Magazins bilden, versteht sich The European nicht als reines Europamagazin.
Weder die Webseiten noch das gedruckte Magazin bringen Nachrichten, sondern Meinungen, die in Form von Debatten, Kolumnen und Gesprächen präsentiert werden. The European will „gesellschaftliche Debatten anstoßen und dauerhaft fortsetzen“.
Laut eigener Darstellung hat The European keine spezifische politische Ausrichtung.

## Entwicklung

### Unternehmen
Nachdem das Online-Magazin 2009 auf Deutsch begonnen hatte, startete im Oktober 2010 ein englischsprachiger Ableger des Magazins und zielte auf den internationalen Markt. Seit Herbst 2022 ist die englischsprachige Ausgabe nicht mehr erreichbar.
Am 5. Dezember 2014 kaufte die Börsenmedien AG des Unternehmers Bernd Förtsch die Mehrheit an The European. Görlach hält weiterhin 15 Prozent am Unternehmen und blieb zunächst Herausgeber und Chefredakteur. Ausgestattet mit frischem Wachstumskapital kündigte The European an, sowohl das Printmagazin als auch die englische Online-Ausgabe weiterentwickeln zu wollen.
Am 24. Juli 2015 teilte das Magazin mit, dass die Börsenmedien AG von ihrer Investitionszusage zurückgetreten sei. Nach den Ankündigungen des Mehrheitseigners Bernd Förtsch, als langfristiger, strategischer Partner an Bord zu kommen, kam dieser Schritt für das Team überraschend. Dieses wurde vollständig entlassen. Das Magazin schien vor der Schließung zu stehen.
Am 21. August 2015 gab The European bekannt, dass die in München ansässige Weimer Media Group das Magazin gekauft habe. Verleger Wolfram Weimer und Gründer Alexander Görlach kannten sich vom Magazin Cicero, dessen Gründer Weimer war. Görlach folgte einer Einladung an die Universität Harvard, ist dem Magazin durch den Ehrentitel des Gründungsherausgebers jedoch weiterhin verbunden. Die Weimer Media Group kündigte an, dass das Print-Magazin vier Mal pro Jahr erscheinen werde. Zudem werde das Online-Magazin seine Arbeit wieder aufnehmen, das Newsletter-Geschäft solle ausgebaut werden.
Am 1. Oktober 2015 haben fünfzehn ehemalige Kolumnisten von The European eine eigene Plattform ins Leben gerufen.
Ende 2015 meldete The European sich von der Informationsgemeinschaft zur Feststellung der Verbreitung von Werbeträgern ab.
Von 2016 bis 2018 war Oswald Metzger als Chefredakteur tätig. Von 2017 (also ein Jahr überlappend mit Metzger) bis 2022 war der Philosoph Stefan Groß Chefredakteur.

### Inhalt
Der Artikel „Dann mach doch die Bluse zu!“ der Kolumnistin Birgit Kelle (Volle Kelle) wurde 2013 aufgrund der viralen Verbreitung in sozialen Netzwerken zum „Social-Media-Phänomen des Jahres“.
Die FAZ schrieb 2013: Das Online-Magazin „The European“ setzt erfolgreich auf zielgenauen Meinungsjournalismus. Die Autoren wechseln ständig.
The European ließ 2020 die Organisation Europäisches Institut für Klima & Energie auf der Website des Magazins Artikel ohne Autorenangabe veröffentlichen. Die Organisation ist kein wissenschaftliches Institut und lehnt den wissenschaftlichen Konsens über den menschengemachten Klimawandel ab.

## Printausgabe
2012 kündigte Görlach eine gedruckte Ausgabe an, deren erstes Heft am 24. September 2012 in Berlin vorgestellt wurde. Sie erscheint vierteljährlich, hat eine Auflage von 50.000 Exemplaren und wird in Deutschland, Österreich und der Schweiz vertrieben. Laut Görlach sollen die Autoren am Gewinn aus dem Kioskverkauf beteiligt werden, und zwar mit zehn Prozent des Reinerlöses aus den ersten drei Monaten nach Erscheinen eines Heftes.

## Veranstaltungen
The European organisierte in unregelmäßigen Abständen Veranstaltungen wie die Konzertreihe „30 Minuten“, welche in Kooperation mit dem Deutschen Symphonie-Orchester Berlin sowie dem Club Cookies stattfand.